# Valeria Piazza
Valeria Piazza Vásquez (sinh ngày 6 tháng 6 năm 1990) là một nhà truyền đạt xã hội, người mẫu quốc tế người Peru. Cô từng là thí sinh cuộc thi sắc đẹp và đoạt giải Hoa hậu Peru 2016, đại diện cho Peru tham gia thi đấu trong cuộc thi Hoa hậu Hoàn vũ 2016.

## Đầu đời
Piazza sinh ra tại Lima, thủ đô của Peru vào ngày 6 tháng 6 năm 1989. Cô tốt nghiệp văn bằng đại học từ Đại học Lima. Là một người mẫu quốc tế, cô tham gia Hoa hậu Người mẫu Thế giới 2014 và Vẻ đẹp Vùng Nhiệt đới Thế giới năm 2015, cuộc thi mà cô được chọn là Á hậu 1.

## Các cuộc thi

### Hoa hậu Perú 2016
Là một trong những thí sinh sáng giá giành được danh hiệu, Piazza thi đấu tại cuộc thi sắc đẹp quốc gia lần đầu tiên và giành vương miện Hoa hậu Peru 2016 vào ngày 23 tháng 4 năm 2016. Cô được trao vương miện bởi Hoa hậu Peru 2015, Laura Spoya và khách mời đặc biệt Hoa hậu Hoàn vũ 2015, Pia Wurtzbach của Philippines. Cô là hoa hậu Lima đầu tiên giành dd9u7o74c danh hiệu Hoa hậu Peru kể từ María Francesca Zaza vào năm 1982.

### Hoa hậu Hoàn vũ 2016
Piazza đại diện cho Peru tham gia cuộc thi Hoa hậu Hoàn vũ 2016 và cô vào đến Top 13. Cô trở thành người Peru thứ 18 trong lịch sử Hoa hậu Hoàn vũ được xếp hạng. Ngoài ra, cô là người Peru đầu tiên tham gia lọt vào đến vòng bán kết kể từ Nicole Faverón vào năm 2012.

## Sức khỏe
Vào tháng 1 năm 2018, Piazza phải nhập viện vì bị trầm cảm nặng nề sau khi bệnh.